# Желонка
Желонка (англ. bailer; нем. Schmantbüchse, Schöpfbüchse, Schöpflöffel) — посудина цилиндрической формы, которой вычёрпывают жидкость и разрушенную породу, песок, грязь на поверхность из скважины во время бурения, очистки от песчаных пробок, доставляют в скважину цементный раствор, осуществляют пробный отбор жидкости из пласта при освоении скважин.
Есть версия, что фамилия Жело́нкин происходит от др.-рус. жѣлънъ — «трубка, ствол, колода».
Тартание желонками являлось одним из основных способов добычи нефти из колодцев и буровых скважин до 20-х годов XX века, позднее вытеснено глубинно-насосным способом добычи.

## Виды инструмента
Различают:
1. Желонку, которая представляет собой трубу с плоским или тарелкообразным клапаном внизу и дужкой для присоединения троса вверху (обыкновенная желонка);
2. Поршневую желонку, в которой всасывание жидкости и шлама в желонку после каждого удара по снаряду осуществляется с помощью поршня;
3. Пневматическую желонку, заполнение и разгрузка которой осуществляется под действием избыточного давления, создающегося в двух её камерах (песочной и воздушной).

Желонка применяется при бурении скважин ударно-канатным способом, подземном ремонте скважин, испытании пластов и освоении скважин